# Национальная библиотека Кыргызской Республики
Национальная библиотека Кыргызской Республики имени Алыкула Осмонова (кирг. Алыкул Осмонов атындагы Кыргыз Республикасынын улуттук китепканасы) (до 1939 — Республиканская библиотека КирССР, в 1939—1984 — Государственная библиотека КирСССР им. Н. Г. Чернышевского, в 1984—1993 — Государственная библиотека КирССР им. В. И. Ленина, в 1993—2015 — Национальная библиотека КР) — национальная публичная библиотека Кыргызской Республики, одна из крупнейших библиотек Центральной Азии.
Расположена по адресу: Кыргызская Республика, город Бишкек, Первомайский район, улица Абдрахманова, дом 208.

## История

### Советский период

#### Образование библиотеки
В 1933 году Пленум Киргизского областного комитета Коммунистической партии Советского Союза обязало Народный комиссариат просвещения Киргизской Советской Социалистической Республики выделить средства на создание библиотеки.
10 мая 1934 года Бюро Киргизского обкома КПСС приняло решение объединить Фрунзенскую центральную городскую библиотеку с библиотекой Совета народных комиссаров КирССР и образовать Республиканскую библиотеку КирССР.
28 мая СНК КирССР вынес решение по этому вопросу, и в августе 1934 года библиотека открылась дли посетителей.
В составе библиотеки было образовано два отдела: публичный и научный. Фонд составлял 16 тысяч экземпляров. Штат библиотеки состоял из 13 работников.
В формировании фонда библиотеки, в том числе, принимали участие: Библиотека Академии наук СССР, Государственная библиотека СССР имени. В. И. Ленина, Государственная публичная библиотека имени М. Е. Салтыкова-Щедрина.
В 1935 году структура библиотеки была преобразована. Она состояла из отдела комплектования и обработки литературы, читальных залов с книгохранилищем, абонемента, передвижного отдела и кабинета библиотекаря.

#### Переименование библиотеки
В 1939 году переименована в Государственную библиотеку КирССР имени Н. Г. Чернышевского.
С 1939 года начала получать обязательный экземпляр выходящих на территории СССР изданий, а с 1940-го — обязательный экземпляр отечественных изданий. Значительное количество литературы поступало в библиотеку в порядке обмена с другими библиотеками, а также в дар от различных организаций, видных общественных деятелей и учёных. К 1940 году в состав библиотеки входило 11 отделов, а штат составлял 47 человек.

#### Библиотека в годы Великой Отечественной войны
К началу Великой Отечественной войны (22 июня 1941 года) библиотека выросла в крупное книгохранилище. Её фонд составлял более 125 тысяч томов книг, 80 тысяч журналов и 500 названий газет. Количество читателей равнялось трём тысячам.
Вследствие массовой эвакуации из крупнейших городов СССР, число читателей, занимавшихся научно-исследовательской работой значительно увеличилось. Число ежедневных посетителей библиотеки увеличилось с довоенного показателя в 250 человек до 600—700 человек к концу войны, которым ежедневно выдавалось 1100 библиотечных экземпляров. Среди читателей было 4 действительных члена (академика) АН СССР, 50 докторов наук и профессоров, 65 кандидатов наук и доцентов. По количеству экземпляров в фонде библиотека входила в 13 крупнейших библиотек страны.
В годы войны библиотека организовала семь небольших библиотек в трёх госпиталях и четырёх военных организациях, обслуживавших свыше трёх тысяч читателей.

#### Библиотека после войны
В 1948 году в библиотеке появились первые издания на киргизском языке, в 1950-м был создан отдел краеведения и кыргызской книги.
В 1951 году был открыт научно-методический отдел, штат которого составлял пять человек.
В ноябре 1957 года прошёл I Съезд работников библиотек КирССР, а в апреле 1960-го — II-й.
С 1960 года начал выходить сборник «Библиотекарь Кыргызстана».
В 1962 году библиотека получила новое здание с 16 специализированными читальными залами, рассчитанными на 800 человек. Был создан ряд специализированных отделов, дифференцировано обслуживание ведущих категорий читателей, подсобные фонды при читальных залах переведены на открытый доступ. На 1962 год библиотека состояла из 16 отделов и трёх секторов.
В декабре 1963 года была проведена 1-я научно-практическая конференция библиотечных работников КирССР.
В 1964 году библиотека отметила своё 30-летие: к празднику были подготовлены юбилейные выпуски сборника «Научная жизнь библиотек Киргизии», специальные выпуски сборника «Библиотекарь Кыргызстана» и фотоальбом.
С 1964 года начал выходить ежегодный календарь памятных дат «Кыргызстан. Дни. Люди. События».
В 1960-х—1970-х годах показатель ежегодных поступлений в библиотеку составлял 150 тысяч экземпляров.
В 1970-х годах в библиотеке активизировалась научно-исследовательская работа. В марте 1970 года была создана научно-исследовательская группа, внёсшая значительный вклад в области библиотековедения и библиографии. Библиотека приняла участие во всесоюзных исследованиях «Состояние и перспективы развития книжных фондов республики», «Библиотека и информация», «Книга и чтение в жизни небольших городов», «Книга и чтение в жизни советского села». Кроме того, библиотекой было проведено исследование «Место рекомендательных библиографических пособий Киргизии в системе пособий центральных библиотек страны»..
В 1974 году библиотека отметила свой 40-летний юбилей. В том же году вышел первый выпуск сборника «Научная жизнь библиотек Кыргызстана».
В 1980-х годах библиотечный фонд вырос до 3,5 миллионов экземпляров, книговыдача — до 2,5 миллионов экземпляров в год, количество посетителей — до двух тысяч человек в день. В это десятилетие библиотека вела активную работу с учёными и специалистами, в особенности из Института автоматики АН КирССР: для них организовывались выставки-просмотры новинок профильной литературы, справочных, библиографических и информационных изданий.
Проводится большая работа в области научно-методической деятельности: издаются научно-методические пособия по актуальным темам, пропагандируется лучший опыт библиотечной работы, создаются школы передового опыта, проводятся всесоюзные научно-практические конференции. Активно развивается рекомендательная библиография: в 1983 году выходит пособие «Киргизия в художественной литературе», в 1984-м — «Кыргызская литература».
В 1984 году библиотека отметила свой 50-летний юбилей и переехала в новое здание, рассчитанное на три миллиона экземпляров и состоящее из семи ярусов, площадь каждого из которых равна 100 м². В этом же году библиотека была переименована в Государственную библиотеку КирССР имени В. И. Ленина. На 1984 год, в составе библиотеки было 20 специализированных отделов, штат составлял 300 человек. Количество посадочных место достигло тысячи.
В 1986 году, по инициативе писателя Чингиза Торекуловича Айтматова, был созван 1-й Иссык-Кульский форум.
В 1989 году библиотека отметила своё 55-летие: прошла зональная научно-практическая конференция «Государственная библиотека — сокровищница национального книжного фонда — составная часть научного и культурного потенциала республики».

### Кыргызстанский период

#### Преобразование библиотеки
В августе 1993 года библиотека переименована в Национальную библиотеку Кыргызской Республики. Указом Кабинета министров Кыргызской Республики, библиотека была отнесена к «особо ценным объектам национального наследия, представляющим историческое и культурное достояние Кыргызстана».
В 1994 году библиотеке исполнилось 60 лет: была проведена научно-практическая конференция на тему «Национальная библиотека: актуальные проблемы, тенденции развития».

#### Библиотека в 2000-х и первой половине 2010-х
В 2000-х годах в работу библиотеки активно внедрялись новые информационно-коммуникационные технологии. Был создан сайт библиотеки на русском, киргизском и английском языках; на сайте был размещён электронный каталог ресурсов библиотеки.
Деятельность библиотеки в тот период была направлена на интеграцию в международное пространство, углубление международных связей, взаимообогащение национальных культур, дружбы и сотрудничества: в 2002 году библиотека принимала активное участие в создании Библиотечно-информационного консорциума Кыргызстана. Библиотека стала членом Международной федерацией библиотечных ассоциаций и учреждений, Библиотечной ассамблеи Евразии (библиотека стала одним из учредителей) и Единства национальных библиотек тюркоязычных стран.
В 2004 году библиотека отметила свой 70-летний юбилей.
27 мая 2008 года, по инициативе библиотеки, был проведён 1-й Форум публичных библиотек «Роль библиотек в социальном партнёрстве».
В 2009 году библиотеке исполнилось 75 лет.
В декабре 2010 года состоялся 2-й Форум публичных библиотек «Место и роль общедоступных библиотек в информационном и социокультурном пространстве Кыргызстана», а также заседание Ассоциации публичных библиотек Кыргызской Республики и подведение итогов Общереспубликанского благотворительного марафона «Китеп-2010».
26 мая 2011 года прошёл 3-й Форум публичных библиотек «Библиотека — территория мира и межнационального согласия», приуроченный ко Дню библиотек республики.
В 2012 году прошёл 4-й Форум публичных библиотек «Кыргызстан — Россия: культурные мосты дружбы. Роль библиотек в межкультурном диалоге», приуроченный ко Дню библиотек и Дню русского языка и посвящённый 20-летию установления дипломатических отношений между Российской Федерацией и Кыргызской Республикой.
14 мая 2013 года прошёл 5-й Форум публичных библиотек Кыргызстана на тему «Библиотека как центр формирования духовности и патриотизма подрастающего поколения».
11 июня 2014 года был проведён 6-й Форум публичных библиотек «Роль библиотек в формировании духовной культуры и укреплении государственности Кыргызстана».

#### Переименование библиотеки
1 апреля 2015 года, постановлением Кабинета министров Кыргызской Республики № 173, библиотека переименована в Национальную библиотеку Кыргызской Республики имени Алыкула Осмонова.

#### Современный период
27 мая 2015 года состоялся 7-й Форум публичных библиотек «Роль библиотек в экономике Кыргызстана», приуроченный к Году укрепления национальной экономики.
27 мая 2016 года, по инициативе библиотеки, Ассоциации публичных библиотек КР и при поддержке Министерства культуры, информации и туризма Кыргызской Республики был проведён 8-й Форум публичных библиотек «Роль публичных библиотек в развитии истории и культуры Кыргызстана».
28—29 июня 2016 года, по инициативе тех же организаций прошёл 9-й Форум публичных библиотек «Роль публичных библиотек в реализации общенационального проекта „Таза коом“».
27 июня 2018 года состоялся 10-й Форум публичных библиотек «Роль публичных библиотек в Год развития регионов».

## Структура[2]
Директор библиотеки (Жылдыз Кемеловна Бакашова):
- Заместитель директора по библиотечной работе:
  - Отдел комплектования;
  - Отдел обработки литературы и организации каталогов;
  - Отдел хранения основных фондов;
  - Отдел архивного фонда;
  - Отдел редких и особо ценных изданий;
  - Отдел национальной библиографии;
  - Отдел «Кыргыз китеби»;
  - Отдел информационной и справочно-библиографической работы;
  - Отдел обслуживания читателей;
  - Отдел периодических изданий;
  - Отдел юридической литературы;
  - Отдел литературы на иностранных языках;
  - Центр диссертаций;
- Заместитель директора по новым технологиям:
  - Отдел компьютерных технологий;
  - Отдел оцифровки и программного управления;
- Заместитель директора по науке:
  - Отдел информационно-массовых технологий;
  - Отдел научно-исследовательской и редакционно-издательской работы;
  - Отдел научно-методической работы;
- Заместитель директора по административно-хозяйственной части:
  - Отдел эксплуатации и обслуживания;
  - Пожарно-сторожевая охрана;
  - Отдел полиграфическо-реставрационных работ.

## Фонды и коллекции[5]
- Фонд справочно-библиографических изданий (14 678 экземпляров):
  - Фонд Центра образования и культуры Китая (около 1400 экземпляров);
  - Фонд Центра литературы по гендерным вопросам (889 экземпляров);
- Фонд сектора культуры и искусства (около 140 тысяч экземпляров);
  - Фонд изоматериалов;
  - Фонд нотных изданий (более 80 тысяч экземпляров);
  - Фонотека;
  - Фонд Индийского учебного центра (616 экземпляров);
- Фонд правовой информации (более 27 тысяч экземпляров);
- Фонд основного книгохранения (около 1,3 миллиона экземпляров):
  - Картографический фонд (более 500 экземпляров);
- Фонд отдел литературы на иностранных языках (42 986 экземпляров);
- Фонд «Кыргыз китеби» (15 637 экземпляров):
  - Фонд Кыргызско-Турецкого культурного центра имени Чингиза Айтматова (3 500 экземпляров);
- Фонд диссертаций (более 300 тысяч экземпляров);
- Фонд редких и особо ценных изданий (около 20 тысяч экземпляров);
- Подсобный фонд отдела обслуживания читателей:
  - Фонд Центра российской литературы и культуры;
  - Фонд отраслевой технической литературы;
  - Фонд нормативно-технической документации;
  - Фонд микроформ;
  - Коллекция книг Л. А. Шеймана;
  - Фонд Корейского центра (более 5 тысяч экземпляров);
  - Музей имени Алыкула Осмонова;
  - Фонд Уголка семейного чтения (более тысячи экземпляров);
- Фонд периодических и продолжающихся изданий (более 560 тысяч экземпляров);
- Архивный фонд.

## Залы[6]
- Малый зал;
- Конференц-зал;
- Актовый зал.